# Метелик-слимачок
Метелик-слимачок (Apterona) — рід метеликів родини Psychidae.
Вперше цей рід був описаний Мільєром у 1857 році.
Види цього роду зустрічаються в Європі та Північній Америці.
Види:
- Apterona gracilis (Speyer, 1886)
- Apterona helicinella (Herrich-Schäffer, 1845)
- Apterona helicoidella (Vallot, 1827)
- Apterona nylanderi (Wehrli, 1927)
- Apterona orientalis Kozhanchikov, 1956
- Apterona powelli (Oberthür, 1922)
- Apterona pusilla (Speyer, 1886)
- Apterona stauderi Wehrli, 1923
- Apterona valvata (Gerstaecker, 1871)